# 건지섬
건지섬(Bailiwick of Guernsey, 프랑스어: Bailliage de Guernesey)은 영국 왕실령인 채널 제도의 일원이다. 면적은 77.5 km2이며 주도는 세인트피터포트이다.

## 역사
고대 로마 사람들에게 이 섬은 "사르니아"로 알려져 있었다. 11세기의 옛 문헌에 따르면 섬의 주요지주들은 코탕탱 세습자작인 생소뵈의 영주들, 베생 자작가문, 르몽생미셀 대수도원, 노르망디 공작이었다. 1204년 노르망디 공국에서 분리된 뒤, 채널 제도는 교구위원의 관할 아래 있었고 때로는 한 영주에게 양도되기도 했다. 그러나 15세기말부터 올더니섬, 사크섬을 포함한 건지섬은 사령관의 관할 아래 있다가 총독(1835년에 폐지된 관직)의 관할로 넘어갔는데 실무는 부총독이 맡았다. 채널 제도에 있는 4개의 주요 섬들에서 정기적으로 개정하는 재판소를 교구위원이 모두 운영할 수 없어서 건지섬에 대한 사법적 의무는 베일리프에게 양도되었다. 베일리프가 왕립 재판소를 주재하여 이곳에서 판결을 내렸고, 12명의 종신 치안판사들이 법령을 공포했다. 왕립 재판소는 지금도 중세의 골격을 유지하면서 노르망디의 관습과 지역의 관례에 따라 법률을 집행하고 있다.
베일리프가 어려운 법 조항에 대해 지방귀족들에게 자문을 구하던 관행이 발전하여 건지의 심의, 입법 기관인 심의원이 되었다. 19세기에 심의원은 입법기관으로서 집행위원회를 통해 섬을 다스렸다. 의장직은 건지의 베일리프가 맡는다. 부총독은 영국 국왕을 대리하는 사람이다. 많은 섬주민들이 노르만 프랑스어를 제1언어로 쓰지만 모든 행정·사법 절차는 영어로 처리된다. 건지 섬은 어느 특정 대지주 가문의 지배를 받은 적이 없고, 일찍부터 세인트피터포트에서 상업이 발전했으며 나중에는 밀수업과 사략선(私掠船)에 의한 공공연한 해적행위가 있었다. 19세기에 들어와 산업이 발달하면서 미미하게 남아 있던 봉건영주의 힘이 더욱 약해졌다. 제2차 세계대전 당시 나치 독일이 섬을 점령(1940. 7~1945. 5)하기 전에 많은 섬주민들이 잉글랜드로 피신했다.
1945년 5월 9일에 나치로부터 해방되어 다시 영국에 관리하에 들어가게 되었다.

## 경제
건지 젖소로 유명한 낙농업은 주로 남쪽의 고지대에서만 한다. 북쪽 지역에서는 원예업이 발달했는데, 온실에서 토마토, 꽃, 포도를 재배해 대부분 잉글랜드로 수출한다. 20세기에 들어와서 관광산업이 건지 경제에 큰 몫을 차지하게 되었다. 1855~70년 프랑스 작가 빅토르 위고가 살았던 세인트피터포트의 집은 지금 박물관이 되었다.
섬에 오갈 때 항공교통이 차지하는 비중이 점점 커지고 있으며 공항은 라빌레즈에 있다. 이곳에는 채널 제도의 저지섬, 올더니섬, 사크섬, 잉글랜드의 런던, 웨이머스, 프랑스의 생말로를 잇는 배편이 있다.

## 지리와 기후
프랑스 노르망디 지방에서 서쪽으로 48 km 떨어진 곳에 있으며, 섬의 남쪽은 해발 90 m의 고원으로 해안선이 험한 벼랑으로 이루어져 있다. 면적은 78 km2로, 울릉도 (72.8 km2)보다 조금 큰 수준이다.
섬은 북쪽을 향해 그 높이가 차차 낮아지고, 깊게 파인 골짜기를 지나 북쪽으로 개울이 흐르고 있다. 섬의 북쪽은 저지대이지만 내풍화성(耐風化性) 암석의 일부가 지표에서 드러나 작은 언덕을 이루고 있다. 저지대의 토양은 퇴적모래, 융기해안 퇴적토, 오래된 석호(潟湖)의 흙으로 이루어져 있다. 기후는 해양성이어서 눈이나 심한 추위가 드물고 연평균 기온차가 9°C 정도이다. 연평균 강수량은 750~900 mm인데 주민들은 바닷물을 증류하여 부족한 물을 보충한다.
이 섬 소속에 있는 주요 섬은 험섬, 올더니섬, 브레추섬, 사크섬, 제투섬 등이 있다.
| Guernsey (1991–2020 normals, extremes 1947–present)의 기후 | Guernsey (1991–2020 normals, extremes 1947–present)의 기후 | Guernsey (1991–2020 normals, extremes 1947–present)의 기후 | Guernsey (1991–2020 normals, extremes 1947–present)의 기후 | Guernsey (1991–2020 normals, extremes 1947–present)의 기후 | Guernsey (1991–2020 normals, extremes 1947–present)의 기후 | Guernsey (1991–2020 normals, extremes 1947–present)의 기후 | Guernsey (1991–2020 normals, extremes 1947–present)의 기후 | Guernsey (1991–2020 normals, extremes 1947–present)의 기후 | Guernsey (1991–2020 normals, extremes 1947–present)의 기후 | Guernsey (1991–2020 normals, extremes 1947–present)의 기후 | Guernsey (1991–2020 normals, extremes 1947–present)의 기후 | Guernsey (1991–2020 normals, extremes 1947–present)의 기후 | Guernsey (1991–2020 normals, extremes 1947–present)의 기후 |
| 월                                                         | 1월                                                        | 2월                                                        | 3월                                                        | 4월                                                        | 5월                                                        | 6월                                                        | 7월                                                        | 8월                                                        | 9월                                                        | 10월                                                       | 11월                                                       | 12월                                                       | 연간                                                       |
| ---------------------------------------------------------- | ---------------------------------------------------------- | ---------------------------------------------------------- | ---------------------------------------------------------- | ---------------------------------------------------------- | ---------------------------------------------------------- | ---------------------------------------------------------- | ---------------------------------------------------------- | ---------------------------------------------------------- | ---------------------------------------------------------- | ---------------------------------------------------------- | ---------------------------------------------------------- | ---------------------------------------------------------- | ---------------------------------------------------------- |
| 역대 최고 기온 °C (°F)                                     | 13.3 (55.9)                                                | 16.1 (61.0)                                                | 19.6 (67.3)                                                | 24.5 (76.1)                                                | 25.9 (78.6)                                                | 30.8 (87.4)                                                | 34.2 (93.6)                                                | 34.3 (93.7)                                                | 30.6 (87.1)                                                | 23.6 (74.5)                                                | 18.0 (64.4)                                                | 15.6 (60.1)                                                | 34.3 (93.7)                                                |
| 일평균 최고 기온 °C (°F)                                   | 9.0 (48.2)                                                 | 8.8 (47.8)                                                 | 10.2 (50.4)                                                | 12.4 (54.3)                                                | 15.1 (59.2)                                                | 17.7 (63.9)                                                | 19.6 (67.3)                                                | 19.9 (67.8)                                                | 18.2 (64.8)                                                | 15.3 (59.5)                                                | 12.1 (53.8)                                                | 9.9 (49.8)                                                 | 14.0 (57.2)                                                |
| 일일 평균 기온 °C (°F)                                     | 7.2 (45.0)                                                 | 6.9 (44.4)                                                 | 8.0 (46.4)                                                 | 9.7 (49.5)                                                 | 12.3 (54.1)                                                | 14.8 (58.6)                                                | 16.7 (62.1)                                                | 17.1 (62.8)                                                | 15.7 (60.3)                                                | 13.2 (55.8)                                                | 10.3 (50.5)                                                | 8.1 (46.6)                                                 | 11.7 (53.0)                                                |
| 일평균 최저 기온 °C (°F)                                   | 5.4 (41.7)                                                 | 4.9 (40.8)                                                 | 5.8 (42.4)                                                 | 7.0 (44.6)                                                 | 9.4 (48.9)                                                 | 11.8 (53.2)                                                | 13.8 (56.8)                                                | 14.2 (57.6)                                                | 13.1 (55.6)                                                | 11.1 (52.0)                                                | 8.4 (47.1)                                                 | 6.3 (43.3)                                                 | 9.3 (48.7)                                                 |
| 역대 최저 기온 °C (°F)                                     | −7.8 (18.0)                                                | −7.2 (19.0)                                                | −2.2 (28.0)                                                | −1.4 (29.5)                                                | 0.1 (32.2)                                                 | 5.4 (41.7)                                                 | 8.3 (46.9)                                                 | 9.2 (48.6)                                                 | 5.8 (42.4)                                                 | 3.5 (38.3)                                                 | −0.8 (30.6)                                                | −3.8 (25.2)                                                | −7.8 (18.0)                                                |
| 평균 강우량 mm (인치)                                      | 92.0 (3.62)                                                | 75.8 (2.98)                                                | 63.3 (2.49)                                                | 54.0 (2.13)                                                | 49.0 (1.93)                                                | 47.9 (1.89)                                                | 43.2 (1.70)                                                | 56.6 (2.23)                                                | 55.2 (2.17)                                                | 97.9 (3.85)                                                | 106.7 (4.20)                                               | 119.3 (4.70)                                               | 860.9 (33.89)                                              |
| 평균 강우일수 (≥ 0.2 mm)                                   | 19.1                                                       | 16.5                                                       | 14.8                                                       | 12.9                                                       | 11.3                                                       | 10.8                                                       | 10.8                                                       | 11.6                                                       | 11.9                                                       | 17.8                                                       | 19.5                                                       | 19.5                                                       | 176.5                                                      |
| 평균 강설일수                                              | 2.0                                                        | 3.0                                                        | 1.4                                                        | 0.4                                                        | 0.0                                                        | 0.0                                                        | 0.0                                                        | 0.0                                                        | 0.0                                                        | 0.0                                                        | 0.4                                                        | 1.3                                                        | 8.5                                                        |
| 평균 월간 일조시간                                         | 62.6                                                       | 87.0                                                       | 135.3                                                      | 200.7                                                      | 238.9                                                      | 245.9                                                      | 253.3                                                      | 226.8                                                      | 183.9                                                      | 120.1                                                      | 76.8                                                       | 58.3                                                       | 1,889.6                                                    |
| 가능 일조율                                                | 23.2                                                       | 29.5                                                       | 36.8                                                       | 49.1                                                       | 50.5                                                       | 51.1                                                       | 52.3                                                       | 51.2                                                       | 48.8                                                       | 36.2                                                       | 28.3                                                       | 22.9                                                       | 42.4                                                       |
| 출처: Guernsey Met Office                                  |                                                            |                                                            |                                                            |                                                            |                                                            |                                                            |                                                            |                                                            |                                                            |                                                            |                                                            |                                                            |                                                            |

## 행정 구역
10개의 구(parish)로 나뉘어 있다. 주요 도시로는 세인트피터포트와 세인트샘슨이 있다.

## 주민
섬의 주민은 브르타뉴계 노르만 후손들이 대부분이며, 영국인과 프랑스인(노르망디)이 거주한다. 인구는 2002년 기준으로 63,000여명이 거주하고 있으며 이는 올더니와 사크 등을 포함한 것이다.

## 언어
영어가 공용어이고, 프랑스어는 간혹 입법부에서 사용할 뿐이며, 게르느제어(건지어)는 아무런 지위를 갖지 않고 사용자도 많지 않다.

## 종교
65%의 주민이 잉글랜드 성공회를 믿고 나머지의 주민은 가톨릭교를 믿는다.

## 문화

### 축제
5월 9일은 이 섬의 해방일로 본다.

## 교통

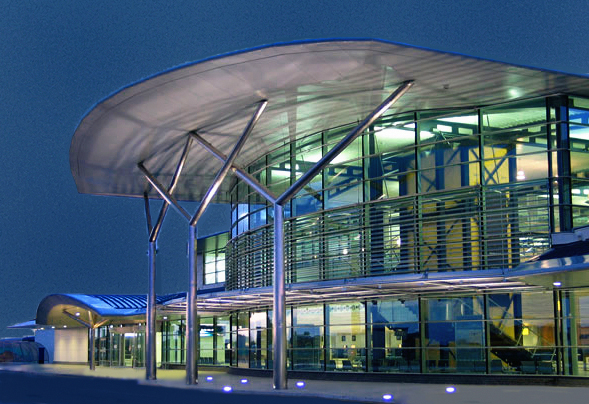
건지 공항

세인트피터포트에서 약 4.8km 떨어진 곳에 건지 공항이 있다.